# Toshiaki Kubo
Toshiaki Kubo (久保 利明) (né le 27 août 1975 à Kakogawa) est un joueur professionnel japonais de shogi.

## Biographie

### Premières années
Kubo a commencé à jouer au shogi dès l'âge de quatre ans, et poussé par un ami de son père il joue à Kobe où il est repéré par le joueur professionnel Hitoshige Awaji (ja). Il entre au centre de formation des aspirants professionnels en 1986, et passe professionnel avec le grade de 4e dan en avril 1993.

### Carrière professionnelle
Kubo a joué son premier titre majeur en 2000 lorsqu'il affronte Yoshiharu Habu en finale du Kiō ; il perd 3 à 1. Il échoue l'année suivante en finale du Ōza face au même Habu, également sur le score d'une victoire à trois.
Il remporte son premier titre majeur en 2009 en battant 3 à 2 Yasumitsu Sato en finale du Kiō. Il défend avec succès son titre les deux années suivantes contre Sato puis contre Akira Watanabe,. Il le perd en 2012 face à Masataka Goda sur le score de 3 à 1.
Kubo a remporté également le Ōshō, conquérant le titre pour la première fois sur le score de 4 à 2 en 2009 face à Habu. Il conserve son titre l'année suivante face à Masayuki Toyoshima mais le perd en 2012.
Il reconquiert son titre en 2016 et le conserve en 2017.

## Style de jeu
Kubo est considéré comme l'un des meilleurs spécialistes des ouvertures en tour mobile (en).

## Palmarès
Kubo a disputé douze finales de titres majeurs, et en a remporté sept. Il a aussi remporté six titres secondaires au cours de sa carrière.

### Titres majeurs
| Titre | Année                    | Nombre de victoires |
| ----- | ------------------------ | ------------------- |
| Kiō   | 2008 – 2010              | 3                   |
| Ōshō  | 2009 – 2010, 2016 – 2017 | 4                   |

### Classement annuel des gains en tournoi
Kubo a figuré dans le Top 10 du classement annuel des joueurs de shogi remportant le plus de gain (ja) à douze reprises depuis 2001.
| Année | Montant gagné | Rang |
| ----- | ------------- | ---- |
| 2001  | 24 400 000 ¥  | 8e   |
| 2003  | 18 180 000 ¥  | 10e  |
| 2004  | 24 407 000 ¥  | 7e   |
| 2007  | 26 800 000 ¥  | 7e   |
| 2008  | 24 020 000 ¥  | 8e   |
| 2009  | 33 410 000 ¥  | 4e   |
| 2010  | 48 290 000 ¥  | 3e   |
| 2011  | 46 590 000 ¥  | 3e   |
| 2012  | 32 330 000 ¥  | 6e   |
| 2013  | 17 880 000 ¥  | 9e   |
| 2017  | 30 190 000 ¥  | 4e   |
| 2018  | 25 980 000 ¥  | 7e   |

### Parties commentées
- (en) [vidéo] « Habu - Kubo (3 octobre 2007, finale du Oza) », sur YouTube
- (en) [vidéo] « Kubo - Sato (28 février 2009, finale du Kio) », sur YouTube
- (en) [vidéo] « Kubo - Sato (5 février 2010, finale du Kio », sur YouTube
- (en) [vidéo] « Habu - Kubo (16 et 17 mars 2010, finale du Osho) », sur YouTube